# David Ostřížek
David Ostřížek (* 1. října 1990 Frýdek-Místek) je český hokejový útočník hrající za tým LHK Jestřábi Prostějov.

## Hráčská kariéra
- 2009/2010 HC Oceláři Třinec, Salith Šumperk (1. liga), SK Horácká Slavia Třebíč (1. liga)
- 2010/2011 HC Oceláři Třinec, SK Horácká Slavia Třebíč (1. liga)
- 2011/2012 HC Oceláři Třinec
- 2012/2013 HC Oceláři Třinec
- 2013/2014 HC Oceláři Třinec, HC Olomouc (1. liga)
- 2014/2015 HC Kometa Brno (ELH)
- 2015/2016 HC Kometa Brno (ELH)
- 2016/2017 HC Olomouc, PSG Zlín (ELH)
- 2017/2018 HC Olomouc (ELH)
- 2018/2019 HC Olomouc (ELH)
- 2019/2020 HC Olomouc (ELH)
- 2020/2021 HC Olomouc (ELH)
- 2021/2022 HC Olomouc (ELH), HC Kometa Brno (ELH)
- 2022/2023 LHK Jestřábi Prostějov (1. liga)